# Iglesia de la Concepción (Guadix)
La iglesia de la Concepción es una iglesia de Guadix, provincia de Granada, España.

## Historia
En 1655 se inicia, para servir al convento homónimo. En  1677 y 1948 sufre varios incendios que obligan a transformar su estructura.

## Descripción
Se compone una nave mayor cubierta con bóveda de cañón soportada por arcos fajones con lunetos para su iluminación, mientras la capilla mayor se cubre con bóveda de media naranja sobre pechinas. Por el exterior presenta dos portadas de gran interés.